# Značka
Značka je del nakita ali pripomoček, ki pogosto vsebuje insignije organizacije, ki prikazuje poseben dosežek, simbol organa ali prisege (npr. Policija in ogenj). Je znak zakonite zaposlitve ali študentskega statusa, lahko pa je samo kot preprost način za indetifikacijo. Uporabljajo se tudi v oglaševanju, obveščanju javnosti in za namene blagovnih znamk. Policijske značke segajo v srednji vek, ko so vitezi nosili grb in z njim predstavljali svojo pripadnost in lojalnost.
Značke so lahko narejene iz kovine, plastike, usnja, tekstila tudi gume in so običajno pripete oz. vezane na oblačila, torbice, obutev, vozila, električno opremo itd. Značke iz blaga so lahko v oblačila tudi vezane ali tkane le-te pa se lahko pritrdijo z lepljenjem, likanjem ali šivanjem. 
Značke pa niso samo del nove mode temveč mnogim tudi zbirateljski hobi. V veliki Britaniji zbirateljstvu sledimo že od leta 1980.[1] V vojski se značke uporabljajo za označevanje enote kateri pripada vojak prav tako tudi kvalifikacijo prejeto skozi vojaško usposabljanje,(čin) itd. Podobno uporabljajo tudi mladinske organizacije (skavti), s tem nakažejo članstvo, nagrade in uvrstitev.

## Zgodovina
Značke oz. priponke so bile v srednjem veku zelo popularen nakit. Nekatere smo poznali kot zelo dragocen nakit, spet druge kot čisto preproste izdelane iz navadnih kovin. Veliko je bilo specializiranih značk (značke pripadnosti), primer je romarska značka, ki so jo nosili tisti, ki so zaključili romarsko popotovanje. Druge vrste so bile tudi pogrebne značke, ki so predstavljale spoštovanje pomembnim osebnostim, dekorativne značke s simboli živali in srca. Najlepše oblike značk pa so nosili kot zlate ali srebrne obeske.
V 19. Stoletju je bila značka skoraj nespremenljiv del katere koli uniforme, vključno s šolskimi. Značke, ki so jih nosili uradniki, vojaki in uslužbenci so se obdržale vse do danes.

## Različne uporabe
Ena najbolj znanih značk, je značka v obliki zvezde, ki pripada Šerifu iz združenih držav Amerike. Nam dobro poznane so tudi politične značke. Ena takšnih je politična značka Mao zedong, na njej je prikazan obraz državnika in politika Kitajske. Poznamo še dovolj drugih znanih značk, ki se uporabljajo pedvsem kot "kič" eno takšnih svojim gledalcem podarja otroški zabavni program Blue Peter, katerega šov se vrti na ameriški televiziji BBC. Njihovih značk ni mogoče kupiti, zato jim predvsem zbiratelji, posvečajo veliko pozornosti.
Tudi organi pregona in druge osebnosti v Združenih državah Amerike nosijo značke. Te so narejene iz kovine in so različnih barv. Nosijo na srajcah ali jaknah, nad levim prsnim žepom. Detektivi in drugo civilno osebje, jih lahko nosijo na pasu ali okoli vratu. Njihove značke so različnih oblik. Policijske značke imajo obliko ščita ali zvedzde, lahko pa imajo značko v obliki ščita v kateri je zvezda. Tudi v računalništvu se značke uporabljajo za dokazovanje sposobnosti. 
Značk je torej veliko, uporabljajo pa se na vseh področjih. konec koncu imamo lahko tudi svojo lastno značko.